# Редько, Алексей Кирсанович
Алексей Кирсанович Редько (укр. Редько Олексій Кирсанович; 15 апреля 1948, Ворошиловград, Украинская ССР — 15 мая 2016, Киев, Украина) — советский и украинский скульптор. Был автором многих монументов и памятников, установленных в Киеве, во многих городах Украины, а также за границей.
Самые известные произведения: рельефы в музее истории Украины во Второй мировой войне (Киев, 1980), мемориал «Слава» (Ровеньки, Луганская область, 1982), памятник князю Игорю (Луганск, 2004), памятник Тарасу Шевченко (Братислава, Словакия, 1995). Соавтор памятника Ярославу Мудрому и декоративной композиции на фасаде Республиканского Дома Художников Украины в Киеве.

## Биография
Алексей Редько родился в Луганске 15 апреля 1948 года. Он закончил Киевский Государственный Художественный Институт в 1974 году — мастерская профессора Бородая В. З.. После окончания шести курсов пошёл на службу в Советскую армию до 1975 года. Сразу после армии учился в аспирантуре в Академии Искусств СССР (1976—1979). С 1977 года стал членом Союза художников Украины.
Участник ликвидации аварии на ЧАЭС. В 1987—1992 годах — первый заместитель главы управления Союза Художников Украины.
Алексей Кирсанович преподавал скульптуру, рисунок и композицию в Государственной Художественной Средней школе имени Тараса Шевченко. А с 1998 года он преподавал скульптуру, рельеф и композицию на ІІ курсе отделения скульптуры НАИИА. Преподаватель Редько разработал методичный учебник для студентов по вопросам скульптуры малых форм (керамика, шамот, технология изготовления).
Редько А. К. был активным гражданским деятелем: был членом художественного совета Союза Художников; Министерства культуры и туризма Украины. Участвовал и побеждал в многих конкурсах Министерства культуры Украины. Участник многих Республиканских и Всесоюзных художественных выставок.

## Награды
- Грамота Верховной Рады УССР в 1982 году
- Лауреат Республиканской комсомольской премии им. М. Островского в 1984 году
- Отличие за медаль к 1500-му году от основания города Киев
- Национальное отличие Чехословакии за памятник Т. Г. Шевченко в 1985 году
- Отличие за долгую работу в сфере культуры от Министерства культуры и туризма в 2008 году

## Основные работы
- «Людмила» бронза 80х30х30 (1976)
- «Гриша» мрамор 45х40х30 (1977)
- «Павел Тычина» бронза 50х40х25 (1978)
- Декоративная композиция на фасаде Дома художников(в соавторстве), бронза (1979)
- «Лесорубы Карпат» оргстекло 140х145х130 (1979)
- «Академик Вернадский» бронза 50х40х25 (1979)
- «Конструктор Антонов» 30х15х15 (1980)
- «Мелодия» 50х75х30 (1980)
- Музей Великой Отечественной войны. Рельефы бронза (1980)
- «Учитель В. Бородай» бронза 120х40х40 (1980)
- Мемориал «Слава» город Ровеньки Луганская область, бронза и гранит 700х1000х500 (1982)
- «С. Крушельницкая» шамот 25х15х10 (1982)
- «Федор Достаевский» шамот 90х20х30 (1982)
- «А. Кущ» бронза 90х45х35 (1982)
- «Художник Ижакевич» бронза 25х15х12 (1984)
- «М. Островский» оргстекло 160х90х80 (1984)
- «Т. Шевченко» (Чехословакия), бронза 140х80х45 (1985)
- «Огонь бессмертия» оргстекло 250х110х140 (1986-87)
- «Ликвидатор» бронза 60х45х40 (1987)
- «Блок№» оргстекло 110х60х40 (1988)
- «Вспышка» бронза 150х80х90 (1989)
- «Корни» шамот 70х45х35 (1990)
- «Вечерние колокола» оргстекло 60х85х40 (1991)
- Памятник Ярославу Мудрому в Киеве (в соавторстве с В. Сивко, Н. Билык, под руководством В. Чепелика) бронза 600х700х400 (1997)
- «Портрет отца» бронза гранит, 40х30х35 (2000)
- Мемориал памяти погибшим предохранителям в Полтаве, бетон 450х150х140 (2001)
- «Князь Игорь» Луганск, карбоновая медь 800х1600х500 (2004)
- «Вечерницы» шамот 50х4х40 (2005)
- «Мечты» шамот 50х35х30 (2006)
- «Наталка-Полтавка» бронза 75х25х15 (2006)
- «Чернобыльская Мадонна» шамот 75х80х30 (2007)
- «Автопортрет» бронза 55х33х30 (2007)
- «Портрет сына» бронза 35х25х30 (2007)
- «Катерина» бронза и гранит 75х30х40
- «Солнечное утро» оргстекло 55х60х30